# Ursa
Ursa és una població dels Estats Units a l'estat d'Illinois. Segons el cens del 2000 tenia 595 habitants.

## Demografia
Segons el cens del 2000, Ursa tenia 595 habitants, 252 habitatges, i 167 famílies. La densitat de població era de 337,8 habitants/km².
Dels 252 habitatges en un 31,7% hi vivien nens de menys de 18 anys, en un 58,3% hi vivien parelles casades, en un 6% dones solteres, i en un 33,7% no eren unitats familiars. En el 31,3% dels habitatges hi vivien persones soles el 18,7% de les quals corresponia a persones de 65 anys o més que vivien soles. El nombre mitjà de persones vivint en cada habitatge era de 2,36 i el nombre mitjà de persones que vivien en cada família era de 2,98.
Per edats la població es repartia de la següent manera: un 26,1% tenia menys de 18 anys, un 7,4% entre 18 i 24, un 26,9% entre 25 i 44, un 21,2% de 45 a 60 i un 18,5% 65 anys o més.
L'edat mediana era de 39 anys. Per cada 100 dones de 18 o més anys hi havia 81,1 homes.
La renda mediana per habitatge era de 35.804 $ i la renda mediana per família de 42.083 $. Els homes tenien una renda mediana de 31.667 $ mentre que les dones 22.778 $. La renda per capita de la població era de 16.600 $. Aproximadament el 8,3% de les famílies i el 10,4% de la població estaven per davall del llindar de pobresa.

## Poblacions més properes
El següent diagrama mostra les poblacions més properes.